# Voli spaziali con equipaggio umano dal 1980 al 1989
La seguente è una lista dettagliata dei voli spaziali con equipaggio umano dal 1980 al 1989. Sono inclusi tutti i voli che hanno raggiunto un'altitudine di almeno 100 km ossia la definizione della Federazione Aeronautica Internazionale di volo spaziale e i voli per i quali era prevista una quota di almeno 100 km ma che a causa di vari incidenti non l'hanno raggiunta.
- In rosso sono evidenziati gli incidenti che hanno provocato la perdita di vite umane.
- In giallo sono evidenziati i voli spaziali suborbitali (inclusi i voli che a causa di malfunzionamenti non hanno raggiunto la quota prevista).

| Sommario • Anni 1960 • Anni 1970 • Anni 1980 • Anni 1990 • Anni 2000 • Anni 2010 • Anni 2020                           |                                      |                                      |                                       |                                       | |
| Equipaggio | Lancio Velivolo                      | Stazione                             | Stazione                              | Rientro Velivolo                      | Breve descrizione della missione |
| 1980 |                                      |                                      |                                       |                                       | |
| Leonid Popov Valerij Rjumin                                                                                            | 9 aprile 1980 Sojuz 35               | Saljut 6                             | Saljut 6                              | 11 ottobre 1980 Sojuz 37              | Cambio dell'equipaggio sulla stazione Saljut 6. |
| Valerij Kubasov Bertalan Farkas                                                                                        | 26 maggio 1980 Sojuz 36              | Saljut 6                             | Saljut 6                              | 3 giugno 1980 Sojuz 35                | Elaborazione di materiali, osservazione della Terra ed esperimenti biologici. Primo ungherese nello spazio (Farkas).                                                                                          |
| Jurij Malyšev Vladimir Aksënov                                                                                         | 5 giugno 1980 Sojuz T-2              | Saljut 6                             | Saljut 6                              | 9 giugno 1980 Sojuz T-2               | |
| Viktor Gorbatko Phạm Tuân                                                                                              | 23 luglio 1980 Sojuz 37              | Saljut 6                             | Saljut 6                              | 31 luglio 1980 Sojuz 36               | Primo vietnamita e primo asiatico nello spazio (Tuân). Compiuti diversi esperimenti scientifici. |
| Jurij Romanenko Arnaldo Méndez                                                                                         | 18 settembre 1980 Sojuz 38           | Saljut 6                             | Saljut 6                              | 26 settembre 1980 Sojuz 38            | Primo cubano e prima persona di colore nello spazio (Tamayo Méndez). |
| Leonid Kizim Oleg Makarov Gennadij Strekalov                                                                           | 27 novembre 1980 Sojuz T-3           | Saljut 6                             | Saljut 6                              | 10 dicembre 1980 Sojuz T-3            | La stazione Saljut 6 viene rimessa a nuovo. |
| 1981 |                                      |                                      |                                       |                                       | |
| Uladzimir Kavalënak Viktor Savinych                                                                                    | 13 marzo 1981 Sojuz T-4              | Saljut 6                             | Saljut 6                              | 26 maggio 1981 Sojuz T-4              | |
| Vladimir Džanibekov Žùgdėrdėmidijn Gùrragčaa                                                                           | 22 marzo 1981 Sojuz 39               | Saljut 6                             | Saljut 6                              | 29 marzo 1981 Sojuz 39                | Primo mongolo nello in spazio (Gurragcha). |
| John Young Robert Crippen                                                                                              | 12 aprile 1981 STS-1, Columbia       | 12 aprile 1981 STS-1, Columbia       | 14 aprile 1981 STS-1, Columbia        | 14 aprile 1981 STS-1, Columbia        | Primo volo nello spazio dello space shuttle (Columbia); test dei sistemi. |
| Leonid Popov Dumitru Prunariu                                                                                          | 14 maggio 1981 Sojuz 40              | Saljut 6                             | Saljut 6                              | 22 maggio 1981 Sojuz 40               | Primo astronauta rumeno (Prunariu). Studio dei compi magnetici. |
| Joe Engle Richard Truly                                                                                                | 12 novembre 1981 STS-2, Columbia     | 12 novembre 1981 STS-2, Columbia     | 14 novembre 1981 STS-2, Columbia      | 14 novembre 1981 STS-2, Columbia      | Primo riutilizzo di un veicolo spaziale con equipaggio umano. Test dei sistemi; studio della Terra. |
| 1982 |                                      |                                      |                                       |                                       | |
| Jack Lousma Gordon Fullerton                                                                                           | 22 marzo 1982 STS-3, Columbia        | 22 marzo 1982 STS-3, Columbia        | 30 marzo 1982 STS-3, Columbia         | 30 marzo 1982 STS-3, Columbia         | Collaudo più distante. Diversi esperimenti e osservazione scientifica della Terra. |
| Anatolij Berezovoj Valentin Lebedev                                                                                    | 12 maggio 1982 Sojuz T-5             | Saljut 7                             | Saljut 7                              | 10 dicembre 1982 Sojuz T-7            | Primo missione Saljut 7. Viene messo in orbita un satellite per le radiocomunicazioni. |
| Vladimir Džanibekov Aleksandr Ivančenkov Jean-Loup Chrétien                                                            | 24 giugno 1982 Sojuz T-6             | Saljut 7                             | Saljut 7                              | 2 luglio 1982 Sojuz T-6               | Primo cittadino francese nello spazio (Chrétien). |
| Ken Mattingly Henry Hartsfield                                                                                         | 27 giugno 1982 STS-4, Columbia       | 27 giugno 1982 STS-4, Columbia       | 4 luglio 1982 STS-4, Columbia         | 4 luglio 1982 STS-4, Columbia         | Ultimo volo R&D dello space shuttle. Si compiono diversi esperimenti scientifici e carico utile segreto della USAF.                                                                                           |
| Leonid Popov Aleksandr Serebrov Svetlana Savickaja                                                                     | 19 agosto 1982 Sojuz T-7             | Saljut 7                             | Saljut 7                              | 27 agosto 1982 Sojuz T-5              | Seconda donna nello spazio (Savickaja). |
| Vance Brand Robert Overmyer Joseph P. Allen William B. Lenoir                                                          | 11 novembre 1982 STS-5, Columbia     | 11 novembre 1982 STS-5, Columbia     | 16 novembre 1982 STS-5, Columbia      | 16 novembre 1982 STS-5, Columbia      | Lancio commerciale dei satelliti per comunicazione ANIK C-3 e del SBS. Le EVA programmate furono cancellate a causa di un malfunzionamento della tuta spaziale.                                               |
| 1983 |                                      |                                      |                                       |                                       | |
| Paul Weitz Karol Bobko Donald Peterson Story Musgrave                                                                  | 4 aprile 1983 STS-6, Challenger      | 4 aprile 1983 STS-6, Challenger      | 9 aprile 1983 STS-6, Challenger       | 9 aprile 1983 STS-6, Challenger       | Primo EVA del programma Space Shuttle (Peterson e Musgrave). Prima messa in orbita di un satellite Tracking and Data Relay Satellite (TDRS-1). Vari esperimenti scientifici.                                  |
| Vladimir Titov Gennadij Strekalov Aleksandr Serebrov                                                                   | 20 aprile 1983 Sojuz T-8             | 20 aprile 1983 Sojuz T-8             | 22 aprile 1983 Sojuz T-8              | 22 aprile 1983 Sojuz T-8              | Aggancio fallito con la Saljut 7. |
| Robert Crippen Frederick Hauck John Fabian Sally Ride Norman Thagard                                                   | 18 giugno 1983 STS-7, Challenger     | 18 giugno 1983 STS-7, Challenger     | 24 giugno 1983 STS-7, Challenger      | 24 giugno 1983 STS-7, Challenger      | Vengono lanciati 2 satelliti per telecomunicazioni. Primo donna americana nello spazio (Ride). Studio del comportamento di una colonia di formiche in orbita e altri esperimenti riguardanti la microgravità. |
| Vladimir Ljachov Aleksandr Aleksandrov                                                                                 | 26 giugno 1983 Sojuz T-9             | Saljut 7                             | Saljut 7                              | 23 novembre 1983 Sojuz T-9            | |
| Richard Truly Daniel Brandenstein Dale Gardner Guion Bluford William E. Thornton                                       | 30 agosto 1983 STS-8, Challenger     | 30 agosto 1983 STS-8, Challenger     | 5 settembre 1983 STS-8, Challenger    | 5 settembre 1983 STS-8, Challenger    | Primo afroamericano nello spazio (Bluford). Primo lancio e atterraggio di notte. Messa in orbita del satellite indiano INSAT-1B. Studio dei ratti in condizioni di microgravità.                              |
| Vladimir Titov Gennadij Strekalov                                                                                      | 26 settembre 1983 Sojuz T-10-1       | 26 settembre 1983 Sojuz T-10-1       | 26 settembre 1983 Sojuz T-10-1        | 26 settembre 1983 Sojuz T-10-1        | Lancio fallito a causa di un incendio; L'equipaggio si è eiettato. |
| John Young Brewster Shaw Owen Garriott Robert A. Parker Byron Lichtenberg Ulf Merbold                                  | 28 novembre 1983 STS-9, Columbia     | 28 novembre 1983 STS-9, Columbia     | 8 dicembre 1983 STS-9, Columbia       | 8 dicembre 1983 STS-9, Columbia       | Prima missione Spacelab (laboratorio orbitale). Primo astronauta ESA e primo tedesco nello spazio (Merbold).                                                                                                  |
| 1984 |                                      |                                      |                                       |                                       | |
| Vance Brand Robert Gibson Bruce McCandless Ronald McNair Robert Stewart                                                | 3 febbraio 1984 STS-41-B, Challenger | 3 febbraio 1984 STS-41-B, Challenger | 11 febbraio 1984 STS-41-B, Challenger | 11 febbraio 1984 STS-41-B, Challenger | Prima Attività extraveicolare senza cavo di sicurezza (McCandless e Stewart). Vengono installati i satelliti WESTAR-VI e PALAPA-B2 ma non riescono ad inserirsi nelle orbite corrette.                        |
| Leonid Kizim Vladimir Solovëv Oleg At'kov                                                                              | 4 febbraio 1984 Sojuz T-10           | Saljut 7                             | Saljut 7                              | 2 ottobre 1984 Sojuz T-11             | |
| Jurij Malyšev Gennadi Strekalov Rakesh Sharma                                                                          | 3 aprile 1984 Sojuz T-11             | Saljut 7                             | Saljut 7                              | 11 aprile 1984 Sojuz T-10             | Primo indiano nello spazio (Sharma). Osservazioni della Terra ed esperimenti di biologia e scienza dei materiali.                                                                                             |
| Robert Crippen Dick Scobee George Nelson James van Hoften Terry Hart                                                   | 6 aprile 1984 STS-41-C, Challenger   | 6 aprile 1984 STS-41-C, Challenger   | 13 aprile 1984 STS-41-C, Challenger   | 13 aprile 1984 STS-41-C, Challenger   | Messa in orbita del LDEF per essere recuperato in un secondo tempo. Cattura, riparazione e ricollocazione in orbita del satellite Solar Maximum Mission.                                                      |
| Vladimir Džanibekov Igor' Volk Svetlana Savickaja                                                                      | 17 luglio 1984 Sojuz T-12            | Saljut 7                             | Saljut 7                              | 29 luglio 1984 Sojuz T-12             | Prima EVA compiuta da un'astronauta donna (Savickaja). |
| Henry Hartsfield Michael Coats Judith Resnik Steven Hawley Richard Mullane Charles Walker                              | 30 agosto 1984 STS-41-D, Discovery   | 30 agosto 1984 STS-41-D, Discovery   | 5 settembre 1984 STS-41-D, Discovery  | 5 settembre 1984 STS-41-D, Discovery  | Test di un prototipo di pannello solare e messa in orbita di tre satelliti. |
| Robert Crippen Jon McBride Kathryn Sullivan Sally Ride David Leestma Marc Garneau Paul Scully-Power                    | 5 ottobre 1984 STS-41-G, Challenger  | 5 ottobre 1984 STS-41-G, Challenger  | 13 ottobre 1984 STS-41-G, Challenger  | 13 ottobre 1984 STS-41-G, Challenger  | Primo canadese nello spazio (Garneau). Primo volo con due donne contemporaneamente. Prima EVA eseguita da una donna statunitense (Sullivan). Messa in orbita del satellite ERBS. Immagini radar.              |
| Frederick Hauck David Walker Anna Fisher Dale Gardner Joseph P. Allen                                                  | 8 novembre 1984 STS-51-A, Discovery  | 8 novembre 1984 STS-51-A, Discovery  | 16 novembre 1984 STS-51-A, Discovery  | 16 novembre 1984 STS-51-A, Discovery  | Messi in orbita 2 satelliti per telecomunicazioni; ritiro di 2 satelliti malfunzionanti. |
| 1985 |                                      |                                      |                                       |                                       | |
| Ken Mattingly Loren Shriver Ellison Onizuka James Buchli Gary Payton                                                   | 24 gennaio 1985 STS-51-C, Discovery  | 24 gennaio 1985 STS-51-C, Discovery  | 27 gennaio 1985 STS-51-C, Discovery   | 27 gennaio 1985 STS-51-C, Discovery   | Prima missione per il Dipartimento della Difesa degli Stati Uniti. Viene messo in orbita un satellite. Lo scopo del satellite è classificato. Primo astronauta americano di origine asiatica (Onizuka).       |
| Karol Bobko Donald Williams Margaret Seddon Jeffrey Hoffman David Griggs Charles Walker Jake Garn                      | 12 aprile 1985 STS-51-D, Discovery   | 12 aprile 1985 STS-51-D, Discovery   | 19 aprile 1985 STS-51-D, Discovery    | 19 aprile 1985 STS-51-D, Discovery    | Schierato un satellite per le telecomunicazioni. Diversi esperimenti scientifici. Primo senatore nello spazio (Garn).                                                                                         |
| Robert Overmyer Frederick Gregory Don Lind Norman Thagard William E. Thornton Lodewijk van den Berg Taylor Wang        | 29 aprile 1985 STS-51-B, Challenger  | 29 aprile 1985 STS-51-B, Challenger  | 6 maggio 1985 STS-51-B, Challenger    | 6 maggio 1985 STS-51-B, Challenger    | Seconda missione Spacelab; esperimenti sulla microgravità. Osservazioni sul comportamento di scimmie e roditori nello spazio. Primo cino-americano nello spazio (Wang).                                       |
| Vladimir Džanibekov | 5 giugno 1985 Sojuz T-13             | Saljut 7                             | Saljut 7                              | 26 settembre 1985 Sojuz T-13          | Riparazioni alla stazione Saljut 7 danneggiata. |
| Viktor Savinych | 5 giugno 1985 Sojuz T-13             | Saljut 7                             | Saljut 7                              | 21 novembre 1985 Sojuz T-14           | Riparazioni alla stazione Saljut 7 danneggiata. |
| Daniel Brandenstein John Creighton Shannon Lucid Steven Nagel John Fabian Patrick Baudry Sultan Salman Al-Saud         | 17 giugno 1985 STS-51-G, Discovery   | 17 giugno 1985 STS-51-G, Discovery   | 24 giugno 1985 STS-51-G, Discovery    | 24 giugno 1985 STS-51-G, Discovery    | Primo saudita e primo arabo nello spazio (Al-Saud). Messi in orbita 3 satelliti per telecomunicazioni. Diversi esperimenti scientifici.                                                                       |
| Gordon Fullerton Roy Bridges Story Musgrave Anthony England Karl Henize Loren Acton John-David F. Bartoe               | 29 luglio 1985 STS-51-F, Challenger  | 29 luglio 1985 STS-51-F, Challenger  | 6 agosto 1985 STS-51-F, Challenger    | 6 agosto 1985 STS-51-F, Challenger    | Missione Spacelab-2; diversi esperimenti scientifici. Messi in orbita 3 satelliti per telecomunicazioni. |
| Joe Engle Richard Covey James van Hoften John Lounge William Fisher                                                    | 27 agosto 1985 STS-51-I, Discovery   | 27 agosto 1985 STS-51-I, Discovery   | 3 settembre 1985 STS-51-I, Discovery  | 3 settembre 1985 STS-51-I, Discovery  | Messi in orbita 3 satelliti per telecomunicazioni. Cattura, riparazione e rimessa in orbita del satellite LEASAT-3.                                                                                           |
| Vladimir Vasjutin Aleksandr Volkov                                                                                     | 17 settembre 1985 Sojuz T-14         | Saljut 7                             | Saljut 7                              | 21 novembre 1985 Sojuz T-14           | |
| Georgij Grečko | 17 settembre 1985 Sojuz T-14         | Saljut 7                             | Saljut 7                              | 26 settembre 1985 Sojuz T-13          | |
| Karol Bobko Ronald Grabe David Hilmers Robert Stewart William Pailes                                                   | 3 ottobre 1985 STS-51-J, Atlantis    | 3 ottobre 1985 STS-51-J, Atlantis    | 7 ottobre 1985 STS-51-J, Atlantis     | 7 ottobre 1985 STS-51-J, Atlantis     | Seconda missione per il Dipartimento della Difesa degli Stati Uniti. Messo in orbita un satellite; scopo classificato.                                                                                        |
| Henry Hartsfield Steven Nagel James Buchli Guion Bluford Bonnie Dunbar Reinhard Furrer Ernst Messerschmid Wubbo Ockels | 30 ottobre 1985 STS-61-A, Challenger | 30 ottobre 1985 STS-61-A, Challenger | 6 novembre 1985 STS-61-A, Challenger  | 6 novembre 1985 STS-61-A, Challenger  | Primo olandese nello spazio (Ockels). Missione Spacelab finanziata dalla Germania; condotti esperimenti sulla microgravità.                                                                                   |
| Brewster Shaw Bryan O'Connor Mary Cleave Sherwood Spring Jerry Ross Rodolfo Neri Vela Charles Walker                   | 26 novembre 1985 STS-61-B, Atlantis  | 26 novembre 1985 STS-61-B, Atlantis  | 3 dicembre 1985 STS-61-B, Atlantis    | 3 dicembre 1985 STS-61-B, Atlantis    | Primo messicano nello spazio (Neri). Messi in orbita 3 satelliti per telecomunicazioni. Vengono sperimentate tecniche di costruzione in orbita.                                                               |
| 1986 |                                      |                                      |                                       |                                       | |
| Robert Gibson Charles Bolden Franklin Chang-Diaz Steven Hawley George Nelson Robert Cenker Bill Nelson                 | 12 gennaio 1986 STS-61-C, Columbia   | 12 gennaio 1986 STS-61-C, Columbia   | 18 gennaio 1986 STS-61-C, Columbia    | 18 gennaio 1986 STS-61-C, Columbia    | Messo in orbita un satellite per le telecomunicazioni. Vari esperimenti scientifici. Primo statunitense di origine latino-americana nello spazio (Chang-Diaz).                                                |
| Dick Scobee Michael Smith Judith Resnik Ellison Onizuka Ronald McNair Gregory Jarvis Christa McAuliffe                 | 28 gennaio 1986 STS-51-L, Challenger | 28 gennaio 1986 STS-51-L, Challenger | 28 gennaio 1986 STS-51-L, Challenger  | 28 gennaio 1986 STS-51-L, Challenger  | Si disintegra 73 secondi dopo il lancio. Tutto l'equipaggio (7 persone) perde la vita nell'incidente. |
| Leonid Kizim Vladimir Solovëv                                                                                          | 13 marzo 1986 Sojuz T-15             | Mir, Saljut 7                        | Mir, Saljut 7                         | 16 luglio 1986 Sojuz T-15             | Prima missione Mir. |
| 1987 |                                      |                                      |                                       |                                       | |
| Aleksandr Lavejkin | 7 febbraio 1987 Sojuz TM-2           | Mir                                  | Mir                                   | 30 luglio 1987 Sojuz TM-2             | Cambio equipaggio sulla stazione Mir. |
| Jurij Romanenko | 7 febbraio 1987 Sojuz TM-2           | Mir                                  | Mir                                   | 29 dicembre 1987 Sojuz TM-3           | Cambio equipaggio sulla stazione Mir. |
| Aleksandr Viktorenko Muhammad Faris                                                                                    | 22 luglio 1987 Sojuz TM-3            | Mir                                  | Mir                                   | 30 luglio 1987 Sojuz TM-2             | Primo siriano nello spazio (Faris). Cambio equipaggio sulla stazione Mir. |
| Aleksandr Aleksandrov                                                                                                  | 22 luglio 1987 Sojuz TM-3            | Mir                                  | Mir                                   | 29 dicembre 1987 Sojuz TM-3           | Primo siriano nello spazio (Faris). Cambio equipaggio sulla stazione Mir. |
| Anatolij Levčenko | 21 dicembre 1987 Sojuz TM-4          | Mir                                  | Mir                                   | 29 dicembre 1987 Sojuz TM-3           | Cambio di equipaggio sulla stazione Mir. Esperimenti biologici e osservazioni astronomiche. |
| Vladimir Titov Musa Manarov                                                                                            | 21 dicembre 1987 Sojuz TM-4          | Mir                                  | Mir                                   | 21 dicembre 1988 Sojuz TM-6           | Cambio di equipaggio sulla stazione Mir. Esperimenti biologici e osservazioni astronomiche. |
| 1988 |                                      |                                      |                                       |                                       | |
| Anatolij Solov'ëv Viktor Savinych Aleksandăr Aleksandrov                                                               | 7 giugno 1988 Sojuz TM-5             | Mir                                  | Mir                                   | 17 giugno 1988 Sojuz TM-4             | |
| Vladimir Ljachov Abdul Momand                                                                                          | 31 agosto 1988 Sojuz TM-6            | Mir                                  | Mir                                   | 7 settembre 1988 Sojuz TM-5           | Primo afgano nello spazio (Mohmand). Cambio di equipaggio sulla stazione Mir. |
| Valerij Poljakov | 31 agosto 1988 Sojuz TM-6            | Mir                                  | Mir                                   | 27 aprile 1989 Sojuz TM-7             | Primo afgano nello spazio (Mohmand). Cambio di equipaggio sulla stazione Mir. |
| Frederick Hauck Richard Covey John Lounge George Nelson David Hilmers                                                  | 28 settembre 1988 STS-26, Discovery  | 28 settembre 1988 STS-26, Discovery  | 3 ottobre 1988 STS-26, Discovery      | 3 ottobre 1988 STS-26, Discovery      | Primo "Return to Flight" di una missione Space Shuttle dopo il Disastro dello Space Shuttle Challenger. Deployment of Tracking and Data Relay Satellite-3 (TDRS-3).                                           |
| Aleksandr Volkov Sergej Krikalëv                                                                                       | 27 novembre 1988 Sojuz TM-7          | Mir                                  | Mir                                   | 27 aprile 1989 Sojuz TM-7             | Cambio di equipaggio sulla stazione Mir. Technology experiments. Primo Europeo a compiere un EVA (Chrétien).                                                                                                  |
| Jean-Loup Chrétien | 27 novembre 1988 Sojuz TM-7          | Mir                                  | Mir                                   | 21 dicembre 1988 Sojuz TM-6           | Cambio di equipaggio sulla stazione Mir. Technology experiments. Primo Europeo a compiere un EVA (Chrétien).                                                                                                  |
| Robert Gibson Guy Gardner Richard Mullane Jerry Ross William Shepherd                                                  | 2 dicembre 1988 STS-27, Atlantis     | 2 dicembre 1988 STS-27, Atlantis     | 6 dicembre 1988 STS-27, Atlantis      | 6 dicembre 1988 STS-27, Atlantis      | Missione del Dipartimento della Difesa degli Stati Uniti. Classified payload, reportedly Lacrosse 1 radar reconnaissance satellite.                                                                           |
| 1989 |                                      |                                      |                                       |                                       | |
| Michael Coats John Blaha James Bagian James Buchli Robert Springer                                                     | 13 marzo 1989 STS-29, Discovery      | 13 marzo 1989 STS-29, Discovery      | 18 marzo 1989 STS-29, Discovery       | 18 marzo 1989 STS-29, Discovery       | Deployment of Tracking and Data Relay Satellite-4 (TDRS-4). Miscellaneous science experiments. |
| David Walker Ronald Grabe Norman Thagard Mary Cleave Mark Lee                                                          | 4 maggio 1989 STS-30, Atlantis       | 4 maggio 1989 STS-30, Atlantis       | 8 maggio 1989 STS-30, Atlantis        | 8 maggio 1989 STS-30, Atlantis        | Messa in orbita della sonda Magellano. |
| Brewster Shaw Richard Richards James Adamson David Leestma Mark Brown                                                  | 8 agosto 1989 STS-28, Columbia       | 8 agosto 1989 STS-28, Columbia       | 13 agosto 1989 STS-28, Columbia       | 13 agosto 1989 STS-28, Columbia       | Missione del Dipartimento della Difesa degli Stati Uniti. Carico utile segreto, satelliti per la ricognizione e la telecomunicazione militare.                                                                |
| Aleksandr Viktorenko Aleksandr Serebrov                                                                                | 5 settembre 1989 Sojuz TM-8          | Mir                                  | Mir                                   | 19 febbraio 1990 Sojuz TM-8           | Installazione di equipaggiamenti per la Mir. |
| Donald Williams Michael McCulley Franklin Chang-Diaz Shannon Lucid Ellen Baker                                         | 18 ottobre 1989 STS-34, Atlantis     | 18 ottobre 1989 STS-34, Atlantis     | 23 ottobre 1989 STS-34, Atlantis      | 23 ottobre 1989 STS-34, Atlantis      | Messa in orbita della sonda Galileo. |
| Frederick Gregory John Blaha Story Musgrave Sonny Carter Kathryn Thornton                                              | 22 novembre 1989 STS-33, Discovery   | 22 novembre 1989 STS-33, Discovery   | 27 novembre 1989 STS-33, Discovery    | 27 novembre 1989 STS-33, Discovery    | Missione del Dipartimento della Difesa degli Stati Uniti. Carico utile segreto, satelliti per la ricognizione. Primo comandante di uno space shuttle afroamericano.                                           |
| Sommario • Anni 1960 • Anni 1970 • Anni 1980 • Anni 1990 • Anni 2000 • Anni 2010 • Anni 2020                           |                                      |                                      |                                       |                                       | |